# Crianças verdes de Woolpit

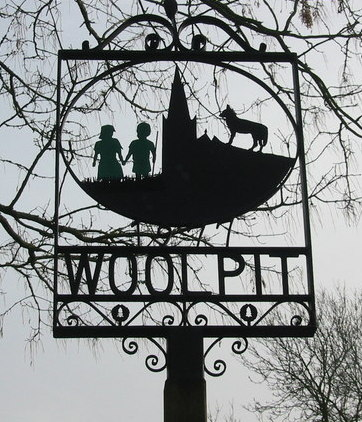
Vilarejo descrito pelas crianças verdes.

Crianças verdes de Woolpit foi uma lenda medieval que descrevia duas crianças de cor de pele incomum que apareceu em Woolpit, durante o século XII na Inglaterra no reinado de Estêvão.
A lenda das crianças verdes de Woolpit refere-se a duas crianças de cor de pele incomum que supostamente apareceram na aldeia de Woolpit em Suffolk, Inglaterra, alguma vez no século XII, talvez durante o reinado do rei Stephen. As crianças, irmão e irmã, eram de aparência geralmente normal, exceto pela cor verde de sua pele. Eles falavam em uma língua desconhecida e só comiam favas cruas. Por fim, aprenderam a comer outros alimentos e perderam a palidez verde, mas o menino estava doente e morreu logo depois que ele e sua irmã foram batizados. A menina ajustou-se a sua nova vida, mas ela foi considerada "bastante solta e devassa em sua conduta". Depois de ela aprender a falar inglês, a garota explicou que ela e seu irmão tinham vindo da Terra de Saint Martin, um mundo subterrâneo habitado por pessoas verdes.
Os únicos relatos quase contemporâneos estão contidos em Historia rerum Anglicarum, de William de Newburgh, e Ralph, de Coggeshall's Chronicum Anglicanum, escritos por volta de 1189 e 1220, respectivamente. Entre então e sua redescoberta em meados do século 19, as crianças verdes parecem surgir apenas em uma menção passageira na Britannia de William Camden em 1586, e no fantástico O Man in the Moone do bispo Francis Godwin no início do século XVII, [3] em ambos os quais o relato de William de Newburgh é citado.
Duas abordagens dominaram as explicações da história das crianças verdes: que é um conto popular que descreve um encontro imaginário com os habitantes de outro mundo, talvez subterrâneo ou mesmo extraterrestre, ou é um relato distorcido de um acontecimento histórico. A história foi elogiada como uma fantasia ideal pelo poeta e crítico anarquista inglês Herbert Read em seu English Prose Style, publicado em 1931. Ela forneceu a inspiração para seu único romance, The Green Child, escrito em 1934.